# Lyssa patroclaria
Lyssa patroclaria är en fjärilsart som beskrevs av Jacob Hübner 1816/27. Lyssa patroclaria ingår i släktet Lyssa och familjen Uraniidae. Inga underarter finns listade i Catalogue of Life.